# Rébus

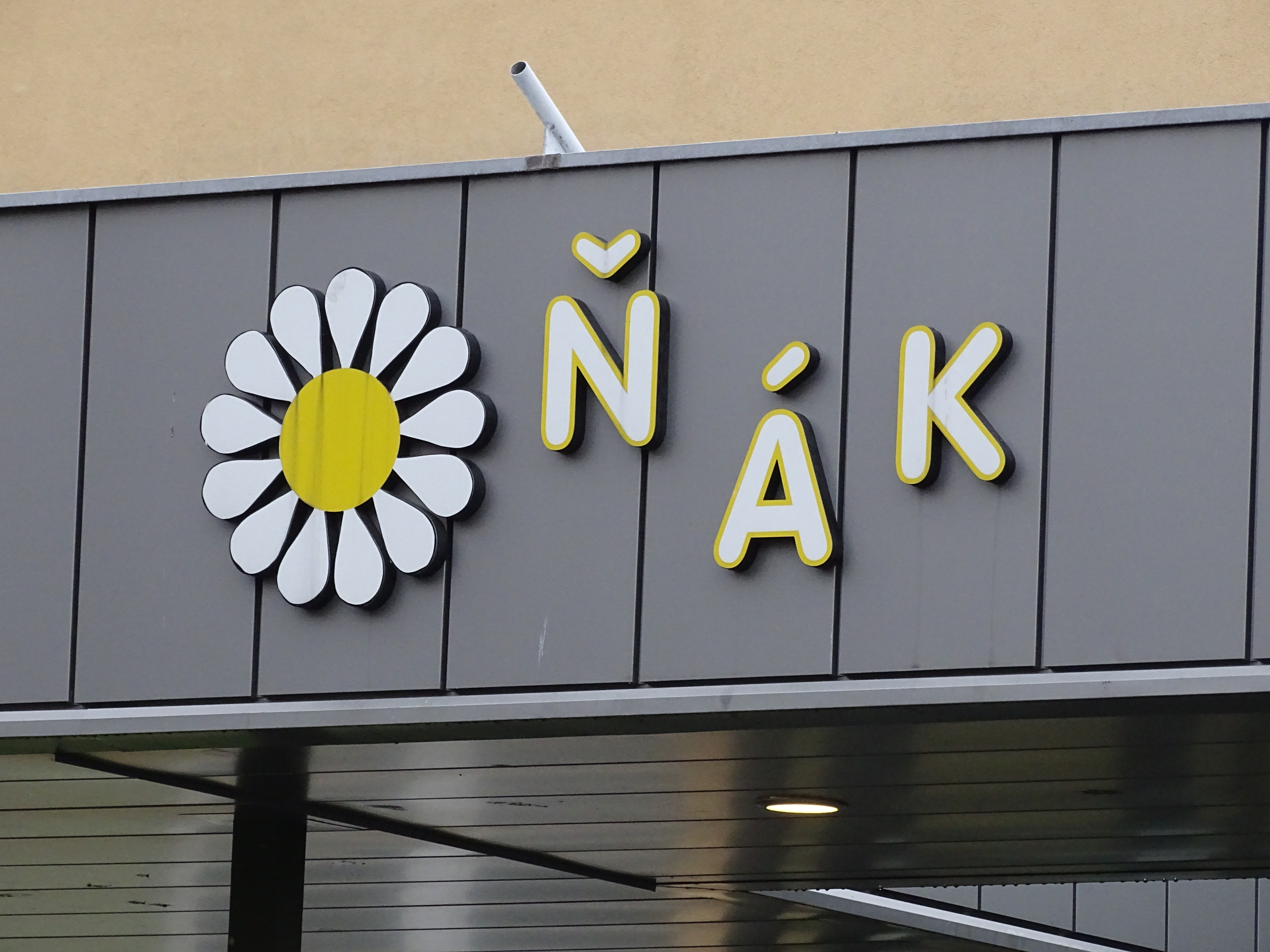
Logo základní školy Květnového vítězství 1554 (přezdívané i v oficiální prezentaci Květňák) na sídlišti Litochleby v Praze-Chodově.

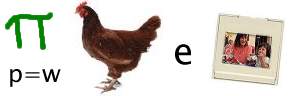
Složitější rébus vyjadřující v nizozemštině slovo Wikipedia

Rébus (z instrumentálu latinského slova res = věc, doslova věcmi) je označení hádanky ve formě šifrovaného zápisu, kde všechna nebo některá slova, slovní kmeny anebo jiné skupiny písmen jsou nahrazeny obrázkem (případně plastikou či přímo věcí), popřípadě vzájemnou polohou obrázků či obrázku a textu atd. Jako jazyková hříčka může rébus využívat i homonymie nebo synonymie, rozdílu mezi zápisem a výslovností atd. Využívání principu rébusu je známé od starověku, objevuje se i ve středověké heraldice, ale i v textech pro dětské, začínající čtenáře.

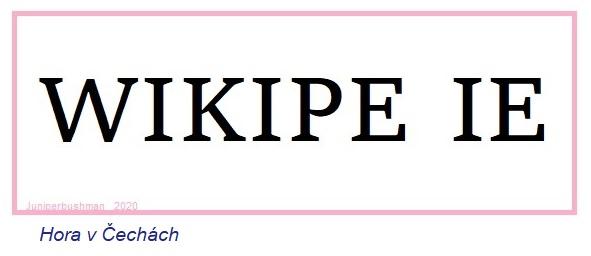
Hledejte název české hory! (Něco tam chybí ...)
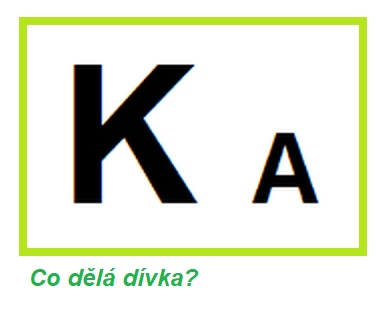
Uhádnete, co dělá jedna dívka? (Porovnejte velikost písmen)